# Kennedybron (Niamey)
Kennedybron är den första bro som byggdes över floden Niger vid Niamey, huvudstaden i Niger. 
Bron, som byggdes med stöd från USA, är uppkallad efter USA:s president John F. Kennedy. Den består av två delar, en lågbro till en ö i floden och en högbro till västra delen av Niamey där Nigers första universitet grundades år 1974.

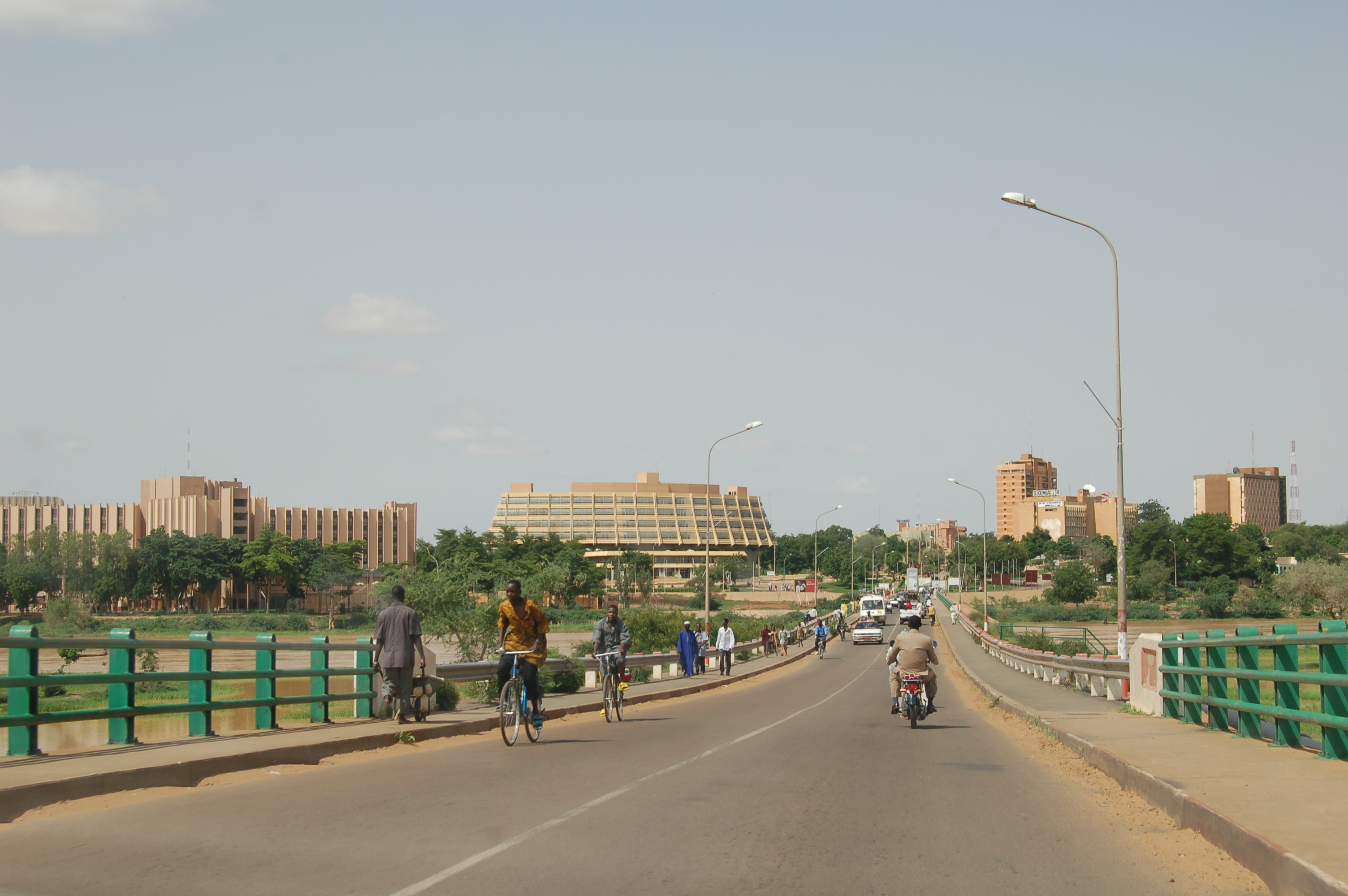
Kennedybron mot öster, 2016.

År 2011 invigdes ytterligare en bro, Kinesisk-nigerianska vänskapsbron (Pont de l’amitié Chine-Niger), mellan de två delarna av Niamey. En tredje bro som beräknas vara klar år 2021 började byggas år 2018.